# Eohyllisia luluensis
Eohyllisia luluensis là một loài bọ cánh cứng trong họ Cerambycidae.